# Pseudocollinella septentrionalis
Pseudocollinella septentrionalis är en tvåvingeart som först beskrevs av Christian Stenhammar 1855.  Pseudocollinella septentrionalis ingår i släktet Pseudocollinella, och familjen hoppflugor. Arten är reproducerande i Sverige.